# Sean Rooney (volleybollspelare)
Sean Michael Rooney, född 13 november 1982 i Wheaton i Illinois, är en amerikansk volleybollspelare. Rooney blev olympisk guldmedaljör i volleyboll vid sommarspelen 2008 i Peking.